# Жукович Наркіс Іванович
Наркіс Іванович Жукович (Жовтневий) — український радянський журналіст. Працював у республіканській газеті «Комуніст». Загинув під час виконання редакційного завдання у вересні 1939 року в Західній Україні в дні встановлення там радянської влади. Похований на полі № 1 Личаківського цвинтаря.